# Oberalm
Oberalm is een gemeente in de Oostenrijkse deelstaat Salzburger Land, en maakt deel uit van het district Hallein.

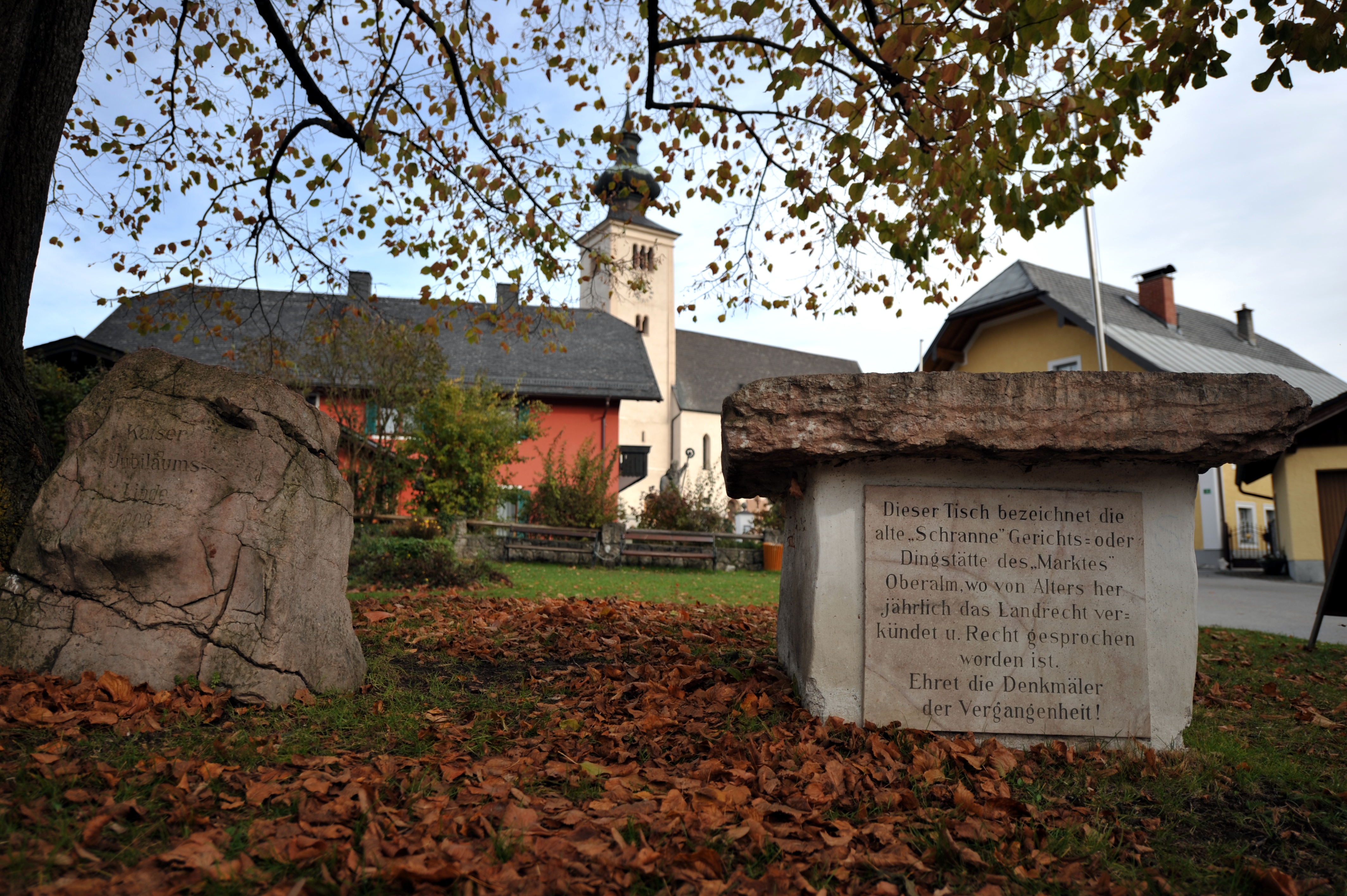
Oberalmer Thaidingtisch; deze plek (die ook in het wapen is afgebeeld), duidt de plek aan van het Ding

Oberalm telt 3989 inwoners.
Abtenau ·
Adnet ·
Annaberg-Lungötz ·
Bad Vigaun ·
Golling ·
Hallein ·
Krispl ·
Kuchl ·
Oberalm ·
Puch ·
Rußbach ·
St. Koloman ·
Scheffau
- Gemeinsame Normdatei: 4042877-1
- Library of Congress Control Number: n79024351
- Nationale Bibliotheek van Israël: 987007554804705171
- Virtual International Authority File: 123793034
- WorldCat: E39PBJgt8mxGYCCkCV4Bt9mKh3